# C,XOXO
C,XOXO — четвертий студійний альбом американської співачки Каміли Кабельйо. Він вийшов 28 червня 2024 року на лейблах Geffen та Interscope Records. Це її перший альбом після відходу з Epic Records.
Виходу альбому передував реліз синглів «I Luv It» з Playboi Carti, який посів 81 місце в Billboard Hot 100, та «He Knows» з Lil Nas X, а також промо-синглу «Chanel No. 5». Після виходу альбому третім синглом вийшов «Hot Uptown» за участю Дрейка, а четвертим синглом — «Godspeed», який вийшов 6 вересня 2024 року разом з «Magic City Edition», що містить 4 додаткові треки. Серед запрошених вокалістів — Playboi Carti, Lil Nas X, JT, Yung Miami, BLP Kosher, Дрейк, а також вокал PinkPantheress, а делюкс-видання включає співпрацю з Eem Triplin.

## Передумови
У вересні 2022 року, після виходу третього альбому Каміли, Familia, у квітні того ж року, було оголошено, що вона покинула Epic Records і підписала контракт з лейблом Universal Music Group, Interscope Records.
Кабельо з'явився в інтерв'ю Alexandra Cooper з Call Her Daddy, де вона розповіла, що її альбом «дійсно сидить в дискомфорті речей і розуміє, що тут не буде чіткої, готової відповіді. Я відчуваю себе в чомусь сильною, в чомусь слабкою, і тут немає однозначної відповіді. Але процес створення альбому був такою подорожжю. Він почався з того, що у мене був намір повернутися до того, з чого все починалося для мене, тобто я просто сиділа наодинці з собою і поверталася до своєї першої пристрасті до написання пісень. Вивчення референсів, виконавців і поезії — що завгодно — і дійсно занурення у це».
В інтерв'ю для Zane Lowe з Apple Music Кабельо описала звуковий відхід альбому від її попередніх робіт, відзначивши, що в цьому їй допомогли Pablo «El Guincho» Díaz-Reixa і Jasper Harris. Вона розповіла: «Я відчуваю себе дивачкою, і це музика, яку я люблю, і це музика, якою я найбільше пишаюся, створюючи її. Я думаю, що багато разів справа зводиться до того, щоб знайти людей, які теж дивакуваті, і Джаспер — дивак, Гінчо — дивак, і я думаю, що ми втрьох змогли просто зберегти це в цій бульбашці, типу, нам все одно, і ми просто збираємося робити те, що ми вважаємо пожежею».

## Список композицій
| C,XOXO standard edition | C,XOXO standard edition                              | C,XOXO standard edition | C,XOXO standard edition                              | C,XOXO standard edition |
| #                       | Назва                                                | Автор | Producer                                             | Тривалість              |
| ----------------------- | ---------------------------------------------------- | --- | ---------------------------------------------------- | ----------------------- |
| 1.                      | «I Luv It» (with Playboi Carti)                      | Camila Cabello Jordan Carter Pablo Díaz-Reixa Jasper Harris Howard Kaylan Mark Volman Tarik Adolemiui Radric Davis Shondrae Crawford                               | El Guincho Harris Bart Schoudel [v] Marcus Fritz [v] | 2:54                    |
| 2.                      | «Chanel No. 5»                                       | Cabello Dashawn Moore Nayvadius Wilburn Joshua Luellen Díaz-Reixa Harris                                                                                           | El Guincho Harris Schoudel [v]                       | 2:40                    |
| 3.                      | «Pink XOXO»                                          | Cabello Victoria Walker Díaz-Reixa Harris | El Guincho Harris Schoudel [v]                       | 0:55                    |
| 4.                      | «He Knows» (with Lil Nas X)                          | Cabello Montero Hill Ojerime Smith Díaz-Reixa Daniel Aged Harris                                                                                                   | Aged El Guincho Harris Schoudel [v]                  | 3:01                    |
| 5.                      | «Twentysomethings»                                   | Cabello Aaron Shadrow Díaz-Reixa Harris | Shadrow El Guincho Harris Schoudel [v]               | 2:42                    |
| 6.                      | «Dade County Dreaming» (featuring JT and Yung Miami) | Cabello Jatavia Johnson Caresha Brownlee Lasana Smith Nicholaus Williams Salvador Majail Díaz-Reixa Harris                                                         | El Guincho Harris Schoudel [v]                       | 2:39                    |
| 7.                      | «Koshi XOXO» (featuring BLP Kosher)                  | Cabello Benjamin Pavlon Díaz-Reixa Harris Yanaco | El Guincho Harris Schoudel [v]                       | 0:46                    |
| 8.                      | «Hot Uptown» (featuring Drake)                       | Cabello Aubrey Graham Matthew Samuels Mingiedi Mawangu Johann Deterville Harris Díaz-Reixa                                                                         | Boi-1da El Guincho Yogi Harris Noel Cadastre [v]     | 2:30                    |
| 9.                      | «Uuugly» (performed by Drake)                        | Graham Kaushik Barua Harris Díaz-Reixa | Kid Masterpiece Harris El Guincho                    | 1:55                    |
| 10.                     | «Dream-Girls»                                        | Cabello Terius Gesteelde-Diamant Carlos McKinney Hidde Ament Gesteelde-Diamant Díaz-Reixa Harris                                                                   | Hidde Harris El Guincho Schoudel [v]                 | 2:51                    |
| 11.                     | «305tilidie»                                         | Cabello Díaz-Reixa Harris | El Guincho Harris                                    | 0:49                    |
| 12.                     | «B.O.A.T.»                                           | Cabello Daniel McKay Raymond Davies Ross Campbell Armando Pérez Graham Wilson Hugh Brankin John Reid Nile Rodgers Raymond Davies Bernard Edwards Díaz-Reixa Harris | Aged El Guincho Harris                               | 2:56                    |
| 13.                     | «Pretty When I Cry»                                  | Cabello Shadrow Shadrow Díaz-Reixa Harris | Shadrow El Guincho Harris Schoudel [v]               | 2:34                    |
| 14.                     | «June Gloom»                                         | Cabello Díaz-Reixa Harris Michael Mulé Isaac de Boni Díaz-Reixa Harris                                                                                             | FnZ El Guincho Harris Schoudel [v]                   | 3:00                    |
| 32:23                   |                                                      | |                                                      |                         |

| C,XOXO (Magic City Edition) | C,XOXO (Magic City Edition)    | C,XOXO (Magic City Edition)                                                                 | C,XOXO (Magic City Edition)                 | C,XOXO (Magic City Edition) |
| #                           | Назва                          | Автор                                                                                       | Producer                                    | Тривалість                  |
| --------------------------- | ------------------------------ | ------------------------------------------------------------------------------------------- | ------------------------------------------- | --------------------------- |
| 15.                         | «Baby Pink» (with Eem Triplin) | Cabello Muhammad Akbar Daoud Anthony Daniel McKay Díaz-Reixa Harris                         | Aged El Guincho Harris Triplin Schoudel [v] | 3:52                        |
| 16.                         | «Come Show Me»                 | Cabello Tobias Jesso Jr. Morris Anthony Harper Díaz-Reixa Harris                            | El Guincho Harris Schoudel [v]              | 2:21                        |
| 17.                         | «Can Friends Kiss?»            | Cabello Damini Ebunoluwa Ogulu Austin Iwar Ludwig Göransson Peace Oredope Díaz-Reixa Harris | El Guincho Harris Schoudel [v]              | 2:17                        |
| 18.                         | «Godspeed»                     | Cabello Raul Cubina Mark Williams Zack Sekoff Díaz-Reixa Harris                             | El Guincho Harris Schoudel [v]              | 3:36                        |
| 44:29                       |                                |                                                                                             |                                             |                             |

## Чарти
| Чарт (2024)                                          | Найвища позиція |
| ---------------------------------------------------- | --------------- |
| Австралія Australian Albums (ARIA)                   | 29              |
| Австрія Austrian Albums (Ö3 Austria)                 | 16              |
| Бельгія Belgian Albums (Ultratop Flanders)           | 13              |
| Бельгія Belgian Albums (Ultratop Wallonia)           | 24              |
| Канада Canadian Albums (Billboard)                   | 20              |
| Нідерланди Dutch Albums (MegaCharts)                 | 15              |
| Франція French Albums (SNEP)                         | 54              |
| Німеччина German Albums (Offizielle Top 100)         | 20              |
| Ірландія Irish Albums (IRMA)                         | 57              |
| Італія Italian Albums (FIMI)                         | 61              |
| Japanese Digital Albums (Oricon)                     | 43              |
| Japanese Hot Albums (Billboard Japan)                | 84              |
| Нова Зеландія New Zealand Albums (Recorded Music NZ) | 25              |
| Норвегія Norwegian Albums (VG-lista)                 | 37              |
| Польща Polish Albums (ZPAV)                          | 39              |
| Португалія Portuguese Albums (AFP)                   | 5               |
| Шотландія Scottish Albums (OCC)                      | 16              |
| Іспанія Spanish Albums (PROMUSICAE)                  | 10              |
| Швейцарія Swiss Albums (Schweizer Hitparade)         | 15              |
| Велика Британія UK Albums (OCC)                      | 20              |
| США Billboard 200                                    | 13              |